# Szókratész védőbeszéde
Szókratész védőbeszéde Platón alkotói korszakának első feléből származik. A dialógus Szókratész perét mutatja be: a vádolók álláspontját, és Szókratész vádakra adott válaszait. A dialógus a halál természetét is tárgyalja.

## A dialógus tartalma
A bírák azt állítják Szókratészról, hogy szónok. Szókratész kimutatja, hogy a szónok erénye az igazmondás, a bíráké eldönteni, hogy igazat mond-e vagy sem a vádló/vádlott.
Szókratész vádlója, Melétosz a következő okirattal vádolja Szókratészt: „Vétkezik Szókratész és áthágja a törvényt, mert földalatti dolgokat és égi jelenségeket kutat, a silány ügyet jónak tünteti fel, és másokat is erre tanít”. Továbbá, második vádirat: „Vétkezik Szókratész, mert megrontja az ifjakat és nem hisz azokban az istenekben amiben a város, hanem új daimonok működésében”.
Az első vádra, Szókratész a következőket válaszolja: a bölcsesség legfőképp abban van, hogy tudom, hogy nem tudok. Aki jó valamilyen mesterségben, az nem jelenti azt, (bár ő magáról azt hiszi), hogy bölcs: „Úgy látszik hát, hogy én ezzel a kicsiséggel mégiscsak bölcsebb vagyok nála, hogy amit nem tudok, arról nem is vélem, hogy tudom”. A második vád kapcsán Szókratész kimutatja az ellentmondást, miszerint nem hisz az istenekben, de hisz a daimonokban: a daimonok az istenek gyermekei.
Szókratész rámutat arra, hogy egész életében csak az emberek javát kereste, kerülve minden vagyon- és hírnévszerzést. Felszólítja az embereket, mint eddig is tette, hogy „Ejnye, te legderekabb ember, athéni polgár vagy, a bölcsességben és hatalomban legnagyobb város polgára; nem szégyelled magad hát, hogy mindig csak a vagyonod lehető legnagyobb gyarapítására van gondod, meg a hírnevedre, megbecsültetésedre, de a belátásról, az igazságról és arról, hogy lelkedet a lehető legjobbá tedd, nem is gondoskodol, nem is gondolkodol?”.
Ez a mű legfontosabb mondanivalója. Az ember érje be annyival, amennyi megélhetéséhez elég, és fordítsa fennmaradó idejét saját maga és a közösség tökéletesedésére. Ezt az üzenetet mondja ki a mű, sajnos kis eredménnyel.

### Azután, hogy vétkesnek mondták
Személyéhez illő bánásmód az lenne, hogy miután ő tanításaival boldogságot adott az embereknek, a prütaneionban (tanácsháza) étkezhessen.
A lehetséges büntetések: bebörtönözés, száműzés, pénzbírság, melyek közül a számára legkevésbé sajnálatos pénzbüntetést javasolja, mégpedig akkorát, amekkorát ki tudna fizetni. Platón, Kritón, Kritobulosz és Apollodórosz kezeskedése és biztatása mellett harminc minát ajánl fel a bíróságnak.

### Ahalálos ítéletkimondása után
Szókratész rámutat arra, hogy sokkal nehezebb megmenekülni a bűntől, mint a haláltól, "Hisz' ez a halálnál fürgébben fut. Így engem, aki lassú járású vagyok és öreg, lassabban futó ellenség ért utol, vádlóimat pedig, mivel fiatalok és fürgék, a gyorsabban futó: a gonoszság… Én innen úgy távozom majd, mint akit ti halálos ítélettel marasztaltok el, ezek pedig úgy, mint akiket az igazság marasztalt el a gonoszság és jogtalanság vétkében".
A halálról való hozzáállásról: a halál nem lehet rossz dolog, valami jónak kell lennie. Ugyanis "vagy abból áll [ti. a halál], hogy a megholt semmivé lesz és egyáltalán semmit sem érzékel már, vagy pedig – ahogyan mondogatni szokták – abból, hogy a lélek itteni helyét egy más hellyel váltja fel és máshová költözik." Ha megszűnik az érzékelés, az ahhoz hasonlatos, amikor az ember nagyon mélyen alszik. Ez pedig ébredés után nem bizonyult kellemetlen dolognak. Ha pedig egy új helyre való kerülés a halál, nem lehet ez sem rossz dolog, hiszen az ember akkor ott találkozhat a többi holtakkal, találkozhat az "igazi bírákkal": "…megtalálja majd ott az igazi bírákat, akikről azt tartják, hogy ott ítélkeznek, Minószt, Rhadamanthüszt, Aiakoszt, Triptolemoszt és mind a többi félistent, aki életében igazságos volt, vajon lehet-e rossz ez az átköltözés. Vagy azt, hogy együtt lehettek Orpheusszal, Muszaiosszal, Hésziodosszal meg Homérosszal, ugyan mennyiért nem adnátok sokan?"
Szókratész utolsó kérése a bírák felé, amely szavakkal saját cselekedetei ártatlanságát bizonyítja újra: "Egyet azonban még kérek tőlük: ha majd a fiaim fölserdültek, őrajtuk álljatok bosszút, férfiak, szakasztott úgy bántsátok őket, mint ahogy én bántottalak benneteket, ha látjátok, hogy pénzzel vagy bármi mással inkább törődnek, mint az erénnyel, vagy azt hiszik, érnek valamit, pedig semmit sem érnek: korholjátok akkor őket úgy, mint benneteket én, hogy nem azzal törődnek, amivel kell, s hogy úgy vélik, érnek valamit, pedig semmirekellők."

## Külső hivatkozások
- Platón: Szókratész védőbeszéde (teljes szöveg)